# Valerij Brumel
Valerij Nikolajevič Brumel (rusko Валерий Николаевич Бру́мель), ruski atlet, * 14. april 1942, vas Razvedki, Amurska oblast, Sovjetska zveza, † 26. januar 2003, Moskva Rusija.
Brumel je v skoku v višino nastopil na poletnih olimpijskih igrah v letih 1960 v Rimu in 1964 v Tokiu. Na igrah leta 1960 je osvojil srebrno medaljo, leta 1964 pa je postal olimpijski prvak. Zmagal je tudi leta 1962 v Beogradu na evropskem prvenstvu ter v letih 1961 in 1963 na univerzijadi. Med letoma 1961 in 1963 je šestkrat zapored postavil nov svetovni rekord v skoku v višino, zadnjič 21. julija 1963 s preskočeno višino 2,28 m. Rekord je veljal do julija 1971, ko ga je prevzel Pat Matzdorf. 21. novembra 2014 je bil sprejet v Mednarodni atletski hram slavnih.